# Эстберг, Каролина
Каролина Эстберг (швед. Beata Carolina Östberg, 17 мая 1853 — 27 февраля 1924) — шведская оперная певица (сопрано).

## Биография
Каролина Эстберг родилась в Стокгольме в 1853 г. Она была дочерью Юхана Людвига Эстберга и Беаты Ульрики Валльберг. Её музыкальный талант проявился с детства. В 16 лет она поступила в Dramatens elevskola и с 1869 по 1873 гг. обучалась пению у Сигне Хеббе. Голос Каролины голос характеризовался как чистое сопрано с чистым тембром.
Впервые она выступила в роли Анны в опере «Der Freischütz» 15 декабря 1873 г., годом позже — в мужской роли Карло Броски в опере Даниэля Обера «Дьявольская доля» (фр. La Part du Diable). Её выступления имели успех, и она подписала контракт до 1877 г. В течение этих трёх лет она играла несколько характерных ролей по операм Моцарта, например, Сюзанны в «Свадьбе Фигаро» и Папагено в «Волшебной флейте». Она получила признание как зрителей, так и критиков.
После истечения контракта Каролина решила продолжить обучение в Санкт-Петербурге. Однако в 1878 г. она вышла замуж за Морица Хорвица и на время оставила оперную сцену, что в музыкальном мире было воспринято как большая потеря. Однако доходы её мужа оказались довольно скудными, и Каролина решила вернуться на большую сцену. Её неожиданное возвращение в главной роли в опере Зуппе «Боккаччо» в Nya teatern имело полный успех, и она получала до 100 крон за вечер — в те времена это было довольно большой суммой. Её работа в Nya teatern продлилась до 1885 г., она играла главные роли в операх «Маленький герцог» (фр. Le Petit Duc) Шарля Лекока, «Мадам Фавар» (фр. Madame Favart) Жака Оффенбаха, «Куклы инфанты» (фр. Les Poupées de l’Infante) Анри Бокажа. В эти годы она ездила с гастролями по многим другим театрам, например, в Дании (1880), Германии и Нидерландах (1882—1883), Норвегии (1885).
В 1886 г. она снова подписала контракт с Королевским театром. Здесь она выступала до 1906 г. с перерывом на 1892—1894 гг. для гастролей по Америке. Оставив сцену в 1906 г., преподавала пение в Стокгольме.
В 1891 г. Каролина Остберг была награждена Медалью литературы и искусств, в 1897 г. её избрали членом Шведскую королевскую музыкальной академии, а в 1900 г. из рук короля Оскара II получила медаль литературы и искусств, украшенную бриллиантами. Каролина Эстберг входила в число членов женской академии вместе с Сельмой Лагерлёф, Агдой Монтелиус и Каролиной Видерстрём.
Каролина Остберг скончалась в 1924 г. и была похоронена на Северном кладбище в Сольне. Ее голос сохранился на девяти граммофонных записях 1905 г.